# Au-delà de la haine
Pour plus de détails, voir Fiche technique et Distribution.
Au-delà de la haine est un documentaire français réalisé par Olivier Meyrou.

## Synopsis
À Reims, en septembre 2002, François Chenu, 29 ans, est battu à mort dans un parc. Les trois Boneheads, reconnus coupables devant la cour d'assises, ont agi par homophobie après avoir voulu, selon leur expression, « casser du pédé ». La famille de François se livre, dans un douloureux processus de deuil, en rejetant résolument la haine. Ce n'est pas un film sur l'homophobie d'abord, c'est aussi un film sur le deuil et le pardon, l'impossibilité de pardonner.

## Commentaire
Diffusé pour la première fois à la télévision en 2005 et sorti au cinéma en 2006, Robert Badinter y réagit : « Voici un film exceptionnel : il nous confronte avec la pire haine, celle qui s'acharne sur l'Autre dont elle ne sait rien, sauf qu'il est arabe, juif, homosexuel. […] Cette mort-là atteint au cœur les parents du jeune homme. Mais eux refusent la haine. […] Honorons ces parents admirables, et remercions le réalisateur pour cette leçon si précieuse d'humanité. »

## Fiche technique
- Titre original : Au-delà de la haine
- Réalisation : Olivier Meyrou
- Scénario : Olivier Meyrou
- Production : Christophe Girard et Katharina Marx
- Producteur délégué : Bénédicte Couvreur
- Société de production : Hold Up Films, Miss Luna Films, France 5 et France 2
- Musique : François-Eudes Chanfrault
- Photographie : Florian Bouchet, Jean-Marc Bouzou et Emma Fernández
- Montage : Cathie Dambel et Jérome Pey
- Décors :
- Costumes :
- Pays :  France
- Genre : Documentaire
- Durée : 86 minutes (1h26)
- Format : couleur - 1,66:1
- Budget :
- Dates de sortie :
  -  France : 19 juin 2005 (première diffusion à la télévision)
  -  Allemagne : 16 février 2006 (première mondiale à la Berlinale)
  -  France : 18 mai 2006 (Festival de Cannes)
  -  France : 14 mars 2007 (sortie nationale)
  -  États-Unis : 15 juin 2007 (sortie limitée)

## Distinction
Il a obtenu un Teddy Award à la Berlinale en 2006.